# 天主教道房教區
天主教道房教區（拉丁語：Dioecesis Ketapangensis）是印度尼西亞天主教會的一個教區，位於西加里曼丹省南部，屬坤甸總教區，涵蓋道房縣、北加榮縣。現任主教為布拉休斯·普亞拉哈亞。1954年6月14日自坤甸宗座代牧區析出，設為道房宗座監牧區。1961年1月13日升格為道房教區。

## 堂區
道房教區共管轄21個堂區、2個準堂區。
- 聖瑰瑪甘甘妮主教座堂（道房縣道房鎮）
- 聖嘉祿堂（道房縣雙溪馬來拉雅鎮）
- 聖母升天堂（道房縣上日來鎮）
- 聖彌額爾堂（道房縣新邦杜亞鎮）
- 聖保祿堂（道房縣頓橫知知鎮）
- 聖若瑟堂（道房縣頓橫知知鎮）
- 聖家堂（道房縣雙溪勞鎮）
- 聖加俾額爾堂（道房縣仙台鎮）
- 耶穌聖心堂（道房縣仙台鎮）
- 聖伯多祿堂（道房縣那芽打葉鎮）
- 聖十字架堂（道房縣河源鎮）
- 耶穌聖嬰堂（道房縣馬樓鎮）
- 聖奧古斯丁堂（道房縣道房鎮）
- 聖斯德望堂（道房縣肯達旺岸鎮）
- 聖若望堂（道房縣上新邦鎮）
- 聖瑪爾定堂（道房縣上新邦鎮）
- 和平之后堂（道房縣亞依烏巴鎮）
- 聖若瑟堂（道房縣上新邦鎮）
- 聖伯多祿聖保祿堂（道房縣雙溪勞鎮）
- 聖瑪利亞天主之母堂（道房縣上新邦鎮）
- 聖保祿堂（道房縣馬尼斯馬打鎮）：準堂區
- 玫瑰聖母堂（道房縣上日來鎮）：準堂區
- 厄瑪奴耳堂（北加榮縣巫律述鎮）